# Пекар Валерій Олександрович
Валерій Олександрович Пекар (нар. 15 січня 1966, Київ) — український підприємець і громадський діяч. Співзасновник Громадянської Платформи Нова Країна, віце-президент УСПП, президент компанії «Євроіндекс».

## Освіта
- 1983–1990 — навчання на факультеті кібернетики Київського державного університету ім. Т. Г. Шевченка (з перервою на службу у Радянській армії).
- 2006–2007 — закінчив Києво-Могилянську бізнес-школу, магістр ділового адміністрування (MBA).

## Трудова діяльність
Трудову діяльність розпочав в Інституті кібернетики АН УРСР.
У 1992 разом з партнером створив виставкову компанію «Євроіндекс».
Брав участь у створенні виставкового центру «КиївЕкспоПлаза».

## Громадська діяльність
- Співзасновник Громадянської Платформи Нова Країна.
- Член Національної ради реформ (2014—2016).
- Співзасновник Громадянського Оперативного Штабу (ГОШ) під час Революції гідності (2013—2014).
- Член Ради директорів Всесвітньої асоціації виставкової індустрії UFI, член Комітету з питань освіти та ІТ-комітету.
- Віце-президент Виставкової федерації України.
- У 2001–2008 — заступник голови правління Інтернет Асоціації України.
- У 2003–2008 — голова Комісії УСПП з питань телекомунікацій та інтелектуальних мереж.
- У липні 2018 року підтримав відкритий лист українських діячів культури до ув'язненого у Росії українського режисера Олега Сенцова[1]

В 2024 році увійшов до списку 30 лідерів думок сучасної України, чиї тексти, оцінки та інтерв’ю формують настрої еліти і влади за версією видання NV

## Науково-освітня робота
Завідував кафедрою виставкової діяльності вищого навчального закладу «Інститут реклами». У 2009 році видав перший в Україні навчальний посібник для вищих навчальних закладів «Основи виставкової діяльності».
Викладач Києво-Могилянської бізнес-школи та Львівської бізнес-школи УКУ. Співавтор форсайтного дослідження «Людський капітал України».
Автор монографії «Різнобарвний менеджмент: Еволюція мислення, лідерства та керування».
Автор понад 250 статей з питань менеджменту, маркетингу, інформаційних технологій, футурології.
Спікер у ЮТУБІ